# Колумбия на летних Олимпийских играх 2004
Колумбия принимала участие в Летних Олимпийских играх 2004 года в Афинах (Греция) в шестнадцатый раз за свою историю и завоевала две бронзовые медали. Сборную страны представляли 53 спортсмена, из них 21 женщина.

## Бронза
- Тяжёлая атлетика, женщины — Мобель Москера.
- Велоспорт, женщины, 400 метров — Мариа Луиза Калле.